# Embret Svestad-Bårdseng
Embret Svestad-Bårdseng (født 1. september 2002 i Oslo) er en cykelrytter fra Norge, der kører for Fejl i Modul:Cykelhold: Wikidata-entitet ikke angivet..